# Reise in ein verborgenes Leben
Reise in ein verborgenes Leben ist ein deutscher Film von Hans Neuenfels aus dem Jahr 1983.
Der Film gilt als eine imaginäre Biographie über Jean Genet.

## Handlung
Der Reisende befindet sich nackt und rauchend an einem feuchten und dreckigen Ort. Mit dem Fahrrad macht er sich, wieder angezogen, auf den Weg in die Stadt. Es wird ein Zitat von Jean Arthur Rimbaud «Ich bin ein anderer» eingeblendet (auf Rimbaud wird in der Handlung noch öfter Bezug genommen). In einer Buchhandlung wird der Reisende vom Buchhändler beim Diebstahl von drei Büchern beobachtet. Der Reisende rennt aus dem Geschäft und flüchtet mit einem Fahrrad in einen Park. Dort stoppt er an einer Büste von Jean Arthur Rimbaud. Er erklimmt den Sockel und küsst die Lippen der Büste. Dann wird er von einem Polizisten ergriffen. Der Reisende versucht zu fliehen, aber der Polizist drückt ihn zu Boden. Beim Gerangel am Boden halten beide inne und küssen sich beinahe. Der Polizist bringt den Reisenden zuerst ins Gefängnis, befreit ihn aber schließlich und flüchtet mit ihm auf einem Motorrad in Richtung Brest. Bei einem Halt küsst der Reisende den Polizisten und der Polizist verbrennt seine Uniform. Beim nächsten Zwischenhalt wird der Reisende von einem Matrosen angesprochen, der sich ihm anbietet. Der Matrose will ebenfalls nach Brest. Der Reisende und der Polizist nehmen den Matrosen auf der weiteren Reise auf dem Motorrad mit. Bei einem weiteren Zwischenhalt wollen der Matrose und der Reisende in ein Haus einbrechen, der Polizist will dabei nicht mitmachen und lässt die beiden für zwei Stunden alleine. Im Schweinestall neben dem Haus kommt es zu sadomasochistischen Intimitäten zwischen dem Matrosen und dem Reisenden. Der Matrose tauft den Reisenden auf den Namen Jean Genet. Der Reisende gesteht dem Matrosen seine Liebe. Der Polizist ist auf den Matrosen eifersüchtig und will ihn nicht weiter mitnehmen. Der Reisende setzt sich zum Polizisten auf das Motorrad und sie lassen den Matrosen zurück. Der Matrose schreit dem Reisenden hinterher: Denk an mich, wenn dir mein Saft aus dem Arsch läuft.
Immer wieder gibt es Rückblicke, die genau zeigen, wie der Polizist den Reisenden ins Gefängnis und in seine Zelle bringt. Es zeigen sich die anbahnenden Zärtlichkeiten zwischen den beiden – mit Blicken und Gesten.
Bei einer Übernachtung in einer Pension kommen sich der Reisende und der Polizist wieder körperlich näher und schlafen zusammen ein. In einem Traum trifft der Reisende auf seinen Vater und seine Mutter. Der Vater wird durch einen Gürtel dargestellt, der den Reisenden auspeitscht, und seine Mutter wirft ihm seine Sexualität vor. Als der Reisende am nächsten Morgen aufwacht, hat der Polizist ihn verlassen. Er findet nur noch einen Abschiedsbrief, in dem der Polizist ihm gesteht, dass er ihn liebe, aber nicht homosexuell sei. Der Polizist schreibt: „Ich liebe dich, aber ohne Schwanz. Bis bald in Brest.“ Der Polizist will in Brest auf ihn warten, bevor sie zusammen auf einem Schiff anheuern wollen. Vor der Pension trifft der Reisende auf einen gehbehinderten Gitarrenspieler. Mit ihm trampt er weiter nach Brest. In einem Ort am Meer angekommen, treffen der Reisende und der Gitarrenspieler den Polizisten, den Matrosen und den Fürsten.
In einem Leuchtturm direkt am Meer treffen sich alle wieder. Hier erlebt der Reisende mit dem Polizisten, dem Matrosen, dem Gitarrenspieler, dem Dritten und mit dem Fürsten fünf verschiedene, sogenannte Vorlesungen.
1. Vorlesung: Der Reisenden wird, von einem sich selbst als Buck Mulligan bezeichneten Mann, der sich gerade rasiert und nur mit einem Handtuch bekleidet ist, aufgefordert ganz alleine weiterzureisen und zu fliegen wie einst Stephen Dedalus. Der Reisende fährt aber lieber mit dem Polizisten auf dem Motorrad davon.
2. Vorlesung: Der Reisende ist ein Mädchen geworden, da er keinen Penis mehr hat. Er blutet unter dem Kleid zwischen den Beinen. Die Szene nimmt Bezug auf den Abschiedsbrief des Polizisten.
3. Vorlesung: Der Reisende, der Polizist und der Matrose bekommen jeder ein Buch ausgehändigt, in dem jeweils das jeweilige weitere Leben beschrieben ist. Doch sie sollen es nicht lesen. Der Reisende sammelt die Bücher ein und will sie später alle lesen. Der Polizist will weiterreisen und lässt den Reisenden zurück.
4. Vorlesung: Der einbeinige Gitarrenspieler betritt den Raum zusammen mit dem Matrosen, dem Dritten und dem Fürsten und fragt immer wieder: Wer ist der Schönste im ganzen Land? Der Matrose will ihm dies beweisen und zieht sich aus. Der Gitarrenspieler zieht sich ebenfalls aus, sodass man seinen ganzen Körper, auch die komplette Prothese, sieht und sagt, dass er der Schönste, der Klügste und Intelligenteste ist und dass er immer Glück hat.
5. Vorlesung: Der Reisende, der Polizist, der Matrose und der Fürst liegen nackt auf einer Treppe, greifen sich gegenseitig in die Achseln und Schambereiche und schlafen rauchend gemeinsam ein. Dazu wird das Gedicht «Die Läusesucherin» von Jean Arthur Rimbaud auf Deutsch aus dem Off von der Mutter gesprochen.
Der Reisende verlässt den Fürsten und seine Jünger, wie der Reisende sie bezeichnet, und reist mit dem Fahrrad weiter.
Auf einer Toilette schaut er sich die Bücher aus seinem Rucksack an. Die Bücher handeln von Alberto Giacometti, Stephen Dedalus, Francis Bacon und Jean Genet. Bei seiner späteren Weiterreise mit dem Fahrrad entdeckt er, wie der Matrose bei einem Staudamm zu Tode stürzt. Er gelangt zu dem nackten Matrosen und kann nur noch dessen Tod feststellen. Er setzt sich auf das Fahrrad und fährt weiter. In der Schlussszene befindet sich der Reisende wieder in seiner Gefängniszelle, verabschiedet sich von den Zuschauern und verschwindet.
Es bleibt unklar, ob er alles wirklich erlebt hat und nur schon wieder im Gefängnis einsitzt oder ob es alles ein Ausdruck seines eigenen Selbst ist, das er sich wünscht, teils erträumt und einiges auch einfach nur verarbeitet. Ein Hinweis darauf könnten die einzelnen Reiseabschnitte und Szenerien sein. Diese sind immer wieder von philosophischen Monologen des Reisenden, teilweise auch von Dialogen mit dem Polizisten zusammen, untermalt. Die Monologe und Dialoge sind vor allem durch eine vulgäre, sexistische, sehr direkte und trotz allem philosophische Ausdrucksweise gekennzeichnet und beschreiben sinnbildlich die Literatur von Jean Genet.

## Produktion
Die Produktion war eine Gemeinschaftsproduktion von Regina Ziegler und ihrer Produktionsfirma Ziegler Film und der Anstalt öffentlichen Rechts Sender Freies Berlin (SFB).

## Aufführungen
Der Film wurde im Rahmen der Berliner Festwoche am 30. September 1983 uraufgeführt.
Der Film wurde jedoch nie im Fernsehen ausgestrahlt. Der damalige SFB-Fernsehspielchef Hans Kwier hat die Ausstrahlung wegen Verdachts auf Pornographie verboten. 
Die Filmproduzentin Regina Ziegler begründete dies: «Der Film war in der damaligen Zeit dann doch zu viel des Guten. Verschiedene ARD-Sender warfen uns eine unerträgliche Fäkalsprache vor und verweigerten die Ausstrahlung. Der Stoff, in dem Genets Homosexualität eine Hauptrolle spielt, war seiner Zeit voraus und ist bis heute nicht gesendet worden.» 
Der Film wurde über ziegler-film.com im Rahmen eines Firmenjubiläums erstmals und einmalig am 11. Mai 2020 für 24 Stunden online als Stream kostenfrei zur Verfügung gestellt.
Zu diesem Film hatte Regisseur Neuenfels in Berlin im Februar 1983 ein Interview von Francois Bondy mit Jean Genet aufgenommen, welches durch den Spielfilm "Reise in ein verborgenes Leben" ergänzt werden sollte. Es lief unter dem Titel Ich bin 73 und lebe nicht in Nostalgie allerdings erst am 9. August 1984 im WDR.